# Dan Diner

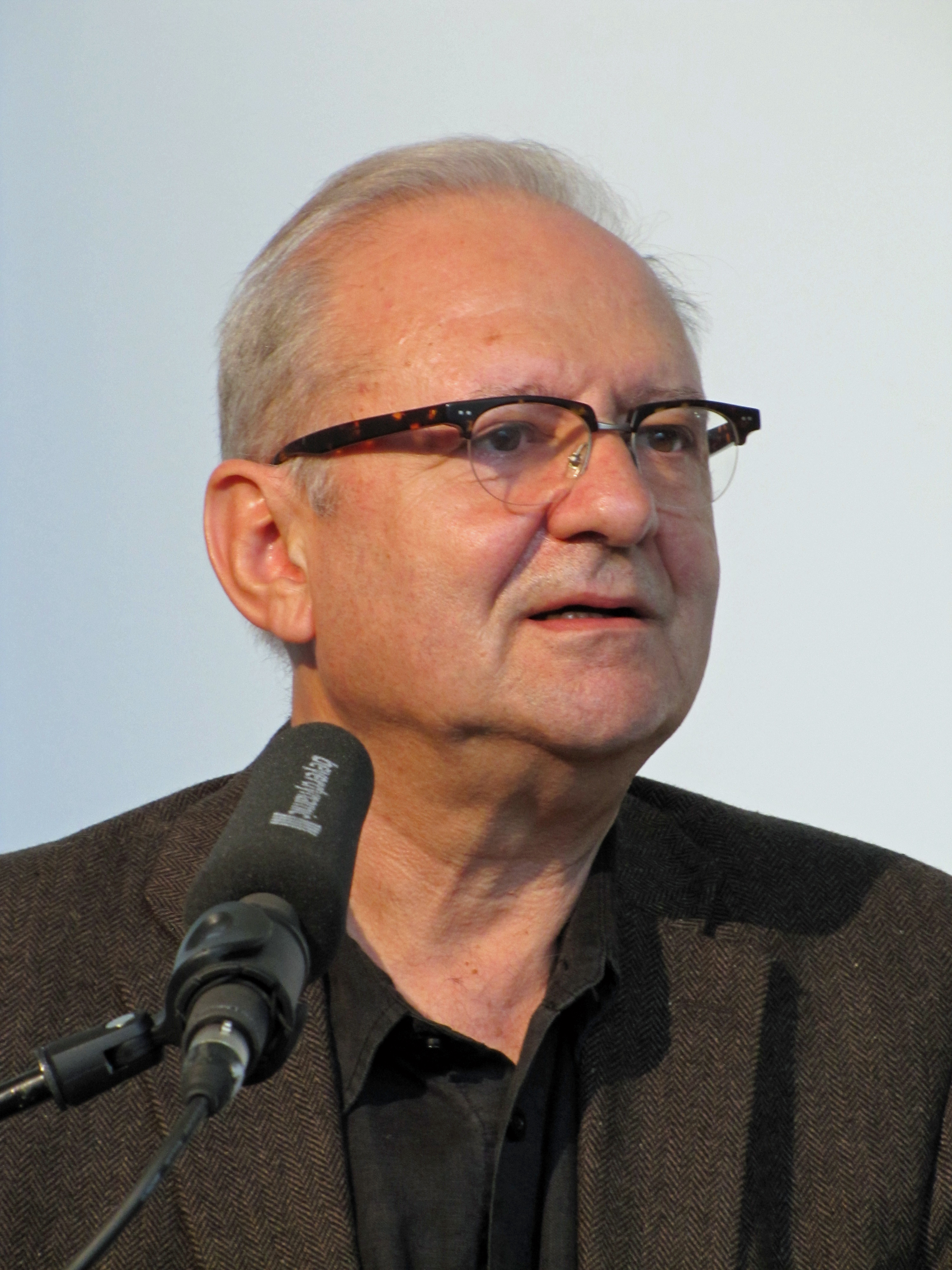
Dan Diner (2013)

Dan Diner (eigentlich: Donald Diner; * 20. Mai 1946 in München) ist ein deutsch-israelischer Historiker und politischer Schriftsteller. Er ist emeritierter Professor für Moderne Geschichte an der Hebräischen Universität Jerusalem und ehemaliger Direktor (von 1999 bis 2014) des Simon-Dubnow-Instituts für Jüdische Geschichte und Kultur und Professor am Historischen Seminar der Universität Leipzig. Diner ist ordentliches Mitglied der philologisch-historischen Klasse der Sächsischen Akademie der Wissenschaften. Außerdem war er vier Jahre Vorstand und Vorsitzender des Stiftungsrats der Alfred Landecker Stiftung.

## Leben
Dan Diner wurde als Sohn des Kaufmanns Robert Diner und dessen Frau Anna, geb. Isakson, in München geboren. Seine Eltern waren polnisch-litauische displaced persons, die in der amerikanischen Besatzungszone lebten. 1949 gelang seinen Eltern die Einwanderung nach Israel, 1954 emigrierte die Familie schließlich in die Bundesrepublik Deutschland. Diner absolvierte die Realschule und nahm anschließend eine Lehre als Feinmechaniker auf, danach besuchte er den Aufbauzweig des Ulrich-von-Hutten-Gymnasiums in Schlüchtern, er war Schulsprecher und stellvertretender Landesschulsprecher.
Diner studierte an der Johann Wolfgang Goethe-Universität in Frankfurt am Main Rechts- und Sozialwissenschaften. Dort wurde er 1973 bei Hans-Jürgen Schlochauer mit einer völkerrechtlichen Arbeit promoviert. Diner war Mitglied des Sozialistischen Büros und Redakteur von dessen Zeitschrift links. 1980 erfolgte die Habilitation.
Von 1983 bis 1985 lehrte er moderne arabische Geschichte an der Universität Odense, Dänemark; 1985 wurde er auf den Lehrstuhl für außereuropäische Geschichte an der Universität Essen berufen. Seit 1988 war er zudem Professor für europäische Geschichte an der Universität Tel Aviv und leitete von 1994 bis 1999 deren Institut für deutsche Geschichte.
Von 1999 bis 2014 war Dan Diner Direktor des Simon-Dubnow-Instituts sowie Professor am Historischen Seminar der Universität Leipzig. An der Hebräischen Universität Jerusalem nimmt er seit 2001 eine Professur für Moderne Geschichte wahr. An der Sächsischen Akademie der Wissenschaften leitet er das Projekt „Europäische Traditionen – Enzyklopädie jüdischer Kulturen“ in dessen Rahmen die siebenbändige „Enzyklopädie jüdischer Geschichte und Kultur“  gefertigt wurde sowie eine Editionsreihe vornehmlich zur jüdischen Politik-, Rechts-, Institutionen- und Diplomatiegeschichte erarbeitet und publiziert wird. Von 2014 bis 2020 stand er an der Hebräischen Universität Jerusalem einem European Research Council (ERC)-Advanced Grant JudgingHistories - Experience, Judgement and Representation of World War II in an Age of Globalization vor.
2006 wurde Dan Diner mit dem Ernst-Bloch-Preis der Stadt Ludwigshafen am Rhein zur Würdigung einer „Stimme des Verstehens und der Vernunft“ ausgezeichnet, im Jahre 2007 mit dem italienischen Capalbio-Preis. Im akademischen Jahr 2004/2005 war er Member des Institute for Advanced Study, Princeton. Er war Gastprofessor an verschiedenen Universitäten und Forschungseinrichtungen des In- und Auslands und ist Mitglied in wissenschaftlichen Gremien. 2013 wurde er mit dem Leipziger Wissenschaftspreis ausgezeichnet. 2015 wurde er von der Ludwig-Börne-Stiftung zum Preisrichter des Ludwig-Börne-Preises 2015 bestimmt. Im selben Jahr verlieh ihm der Fachbereich Philosophie und Geisteswissenschaften der Freien Universität Berlin die Ehrendoktorwürde. Zudem wurde er 2015 mit dem mitteldeutschen Wirtschafts- und Kommunikationspreis „Heiße Kartoffel“ ausgezeichnet. 2025 wurde er selbst mit dem Ludwig-Börne-Preis ausgezeichnet.

## Wirken
In seinem Werk verknüpft Dan Diner thematisch Stränge europäischer Geschichte mit denen des Nahen und Mittleren Ostens sowie jüdischer Geschichte in universalhistorischer Absicht. Dabei sucht er räumliche wie kulturelle Unterscheidungen mittels einer peripherial angelegten Perspektive erkenntnistheoretisch zu überschreiten.
Bekannt ist sein Werk zudem für methodische Fragen des Verhältnisses von Geschichte und Gedächtnis, vor allem die Zeit des Nationalsozialismus betreffend. So geht auf ihn die Prägung des epistemischen Konzepts vom „Zivilisationsbruch“ zurück.
Derzeit gelten seine Forschungen zwei wesentlichen Themenstellungen: Der Konzeptualisierung einer jüdischen Geschichte der Moderne sowie einer globalen  Gedächtnisgeschichte des Zweiten Weltkrieges. Der Komplex der jüdischen Geschichte ist der Forschungsagenda des Leipziger Simon-Dubnow-Instituts hervorgegangen und findet seine Umsetzung im von der Union der Akademien geförderten und an der Sächsischen Akademie der Wissenschaften zu Leipzig angesiedelten Projekt „Europäische Traditionen – Enzyklopädie jüdischer Kulturen“. Im Rahmen des  ERC-Projektes JudgingHistories - Experience, Judgement and Representation of World War II in an Age of Globalization wurde unter seiner Leitung als Principal Investigator die Universalisierungsbefähigung historischer Erfahrungen im Zweiten Weltkrieg untersucht, indem es vor allem darum geht kontinentale und koloniale Gewalterfahrungen miteinander abzugleichen. Historisches Verstehen und moralisches Urteilen werden vor dem Hintergrund einer sich globalisierenden Gedächtniskultur abgebildet.
Diner gilt als der Autor, der das deutsche Wort Narrativ in der Bedeutung einer sinnstiftenden Erzählung geprägt hat. In seiner Essaysammlung Kreisläufe. Nationalsozialismus und Gedächtnis schrieb er im Jahr 1995: „Die Massenvernichtung der europäischen Juden hat eine Statistik, kein Narrativ.“
Im Jahr 2021 wurde sein Sachbuch Ein anderer Krieg. Das jüdische Palästina und der Zweite Weltkrieg 1935–1942 für den Preis der Leipziger Buchmesse (Kategorie: Sachbuch/Essayistik) nominiert. Im August 2023 war Diner einer der Unterzeichner der Petition „The Elephant in the Room“, die Israels Besetzung der Palästinensergebiete als ein Apartheid-Regime verurteilte.

## Auszeichnungen
- 2024: Verdienstkreuz 1. Klasse der Bundesrepublik Deutschland[18]
- 2025: Ludwig-Börne-Preis[19]
- 2025: Sigmund-Freud-Preis für wissenschaftliche Prosa

## Publikationen

### Autorschaft
- mit Norbert Frei, Saul Friedländer und Sybille Steinbacher: Ein Verbrechen ohne Namen. Anmerkung zum neuen Streit über den Holocaust. C.H. Beck Verlag, München 2022, ISBN 978-3-406-78449-1.
- Ein anderer Krieg. Das jüdische Palästina und der Zweite Weltkrieg 1935–1942. DVA, München 2021, ISBN 978-3-421-05406-7.[20]
- Aufklärungen. Wege in die Moderne. Reclam, Stuttgart 2017, ISBN 978-3-15-019435-5.
- Das Jahrhundert verstehen – 1917–1989. Eine universalhistorische Deutung. Pantheon, München 2015, ISBN 978-3-570-55274-2.
- Rituelle Distanz. Israels deutsche Frage. Deutsche Verlagsanstalt, München 2015, ISBN 978-3-421-04683-3.[21]
- Zeitenschwelle. Gegenwartsfragen an die Geschichte. Pantheon, München 2010, ISBN 978-3-570-55129-5.[22]
- Aufklärungen: über Varianten von Moderne, illustriert von Martial Leiter (= Vontobel-Schriftenreihe, Band 1850). Vontobel-Stiftung, Zürich 2008, DNB 990760286.
- Gegenläufige Gedächtnisse. Über Geltung und Wirkung des Holocaust (= Toldot Reihe. Band 7). Vandenhoeck & Ruprecht, Göttingen 2007, ISBN 978-3-525-35096-6.
  - Neuauflage mit arabischer Übersetzung: Gegenläufige Gedächtnisse / thakirat moutaddah. Über Geltung und Wirkung des Holocaust / Bisadad sihhat wa athar al-holokoust. Vandenhoeck und Ruprecht, Göttingen 2020, ISBN 978-3-525-31085-4.
- Versiegelte Zeit. Über den Stillstand in der islamischen Welt. Propyläen Verlag, Berlin 2005, ISBN 3-549-07244-9.
- Gedächtniszeiten. Über jüdische und andere Geschichten. Beck, München 2003, ISBN 3-406-50560-0.[23]
- Feindbild Amerika. Über die Beständigkeit eines Ressentiments. Propyläen, Berlin 2002, ISBN 3-549-07174-4.
- Beyond the Conceivable. Studies on Germany, Nazism and the Holocaust. University of California Press, Berkeley, CAL 2000, ISBN 0-520-21345-9.
- Das Jahrhundert verstehen. Eine universalhistorische Deutung. Luchterhand, München 1999, ISBN 3-630-87996-9.[24]
  - Übersetzung ins Englische: Cataclysms. A History of the Twentieth Century from Europe’s Edge. University of Wisconsin Press, Madison, Wisconsin 2008, ISBN 978-0-299-22350-2.
- Kreisläufe: Nationalsozialismus und Gedächtnis. Berlin-Verlag, Berlin 1995, ISBN 3-8270-0157-9.
- Weltordnungen. Über Geschichte und Wirkung von Recht und Macht. Fischer Taschenbuch 11736, Frankfurt am Main 1993, ISBN 3-596-11736-4.
- Der Krieg der Erinnerungen und die Ordnung der Welt (= Rotbuch-Taschenbuch, Band 50). Rotbuch, Berlin 1991, ISBN 3-88022-060-3.
- Israel in Palästina. Über Tausch und Gewalt im Vorderen Orient. Athenäum, Königstein im Taunus 1980, ISBN 3-7610-8219-3 (teilweise zugleich Habilitationsschrift an der Universität Frankfurt am Main, Fachbereich 03 – Gesellschaftswissenschaften, 1979, unter dem Titel: Tausch und Gewalt, zur zionistischen Struktur israelischer Politik).
- Der Einfluss von Kriegsbegriff und Waffenstillstandsvertrag auf das Kriegsende im modernen Völkerrecht. Frankfurt am Main 1973, DNB 740989650 (als Donald Diner, Dissertation Universität Frankfurt am Main, Fachbereich 01 – Rechtswissenschaften, 1973).

### Herausgeberschaften

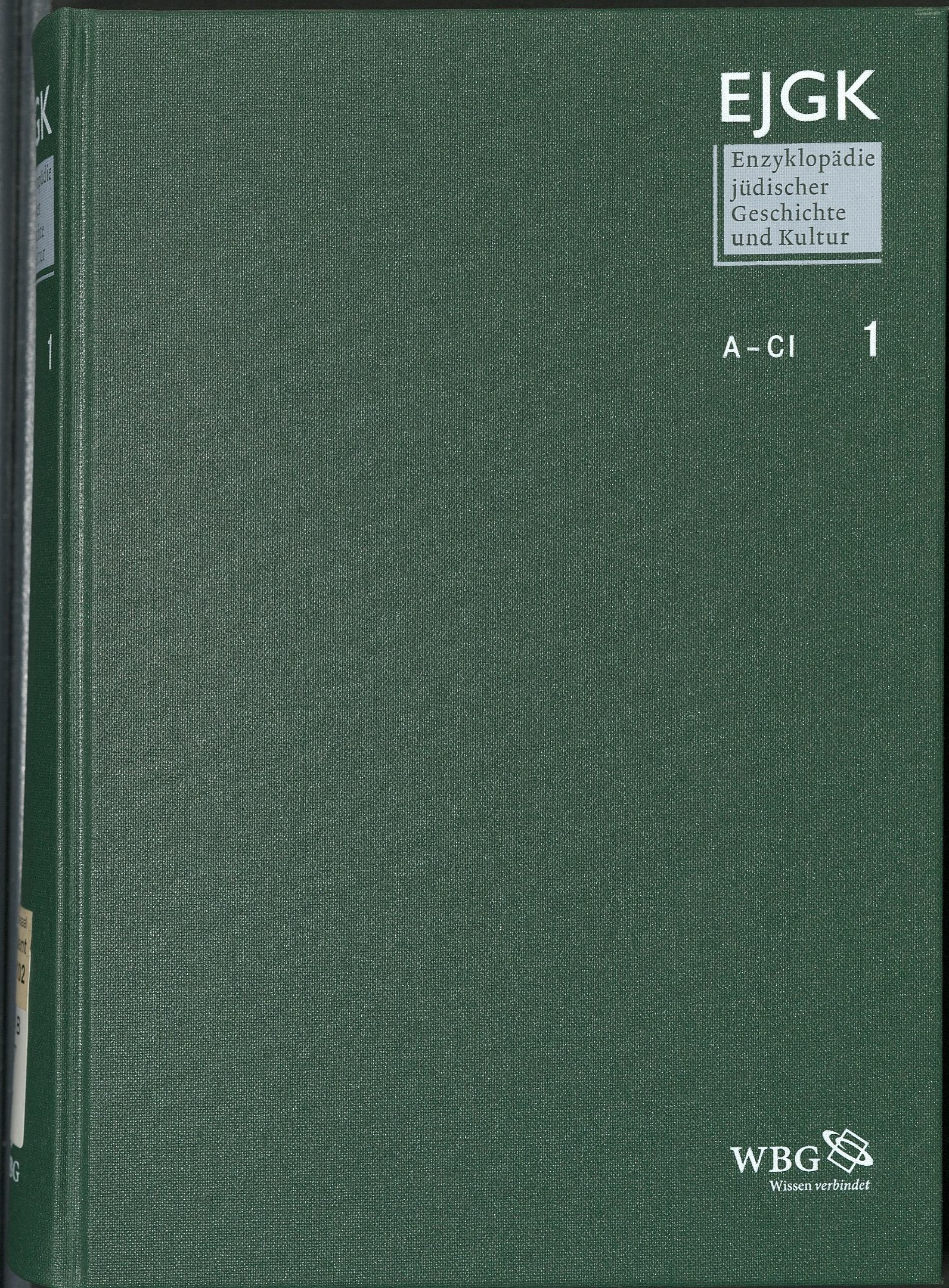
EJGK Band 1 (2011)

- Enzyklopädie jüdischer Geschichte und Kultur (EJGK). 7 Bände. Metzler, Stuttgart / Weimar 2011 ff., ISBN 978-3-476-02500-5 (alle sieben Bände).
- Jahrbuch des Simon-Dubnow-Instituts, Vandenhoeck & Ruprecht, Göttingen, 2001–2014.
- Tel Aviv Yearbook for German History, Bleicher, Gerlingen 1994–1999.
- Synchrone Welten. Zeitenräume jüdischer Geschichte. Vandenhoeck & Ruprecht, Göttingen 2005, ISBN 978-3-525-35090-4.
- Zivilisationsbruch: Denken nach Auschwitz. Fischer Taschenbuch 4398, Frankfurt am Main 1988, ISBN 3-596-24398-X.
- Ist der Nationalsozialismus Geschichte? Zu Historisierung und Historikerstreit. Fischer Taschenbuch 4391, Frankfurt am Main 1987, ISBN 3-596-24391-2.

#### Mitherausgeberschaften
- Roads not taken. Oder: es hätte auch anders kommen können. Deutsche Zäsuren 1989-1848, C.H. Beck, München 2023, ISBN 978-3-406-80094-8.
- Babylon. Beiträge zur jüdischen Gegenwart
- Blätter für deutsche und internationale Politik
- History & Memory. Studies in Representation of the Past (1988–1998)
- Jewish History Quarterly (Warschau)
- Leo Baeck Institute Year Book
- Naharaim. Zeitschrift für deutsch-jüdische Literatur und Kulturgeschichte / Journal of German-Jewish Literature and Cultural History
- Storia della Shoah. La crisi dell'Europa, lo sterminio degli ebrei e la memoria del XX secolo
- Tabur. Yearbook for European History, Society, Culture and Thought
- mit Carl Friedrich Gethmann: Herrschaft des Konkreten. Wallstein Verlag, Göttingen 2020, ISBN 978-3-8353-3758-9.
- mit Michael Stolleis: Hans Kelsen and Carl Schmitt. A juxtaposition (= Schriftenreihe des Instituts für Deutsche Geschichte, Band 20). Bleicher, Gerlingen 1999, ISBN 3-88350-466-1

### Essays
- Anthropologisierung des Leidens (Memento vom 29. September 2008 im Internet Archive) Interview mit dem Dan Diner über Jörg Friedrich und Vergangenheitsbewältigung und Erinnerungskultur der Zeit des Nationalsozialismus, in: Phase 2, 09/2003 (Nadir.org)
- Ideologie und Machtpolitik. In: Neue Zürcher Zeitung, 22. August 2009.
- Zwischenzeit 1945 bis 1949. Über jüdische und andere Konstellationen. Bundeszentrale für politische Bildung, 8. April 2015.

### Interviews
- „Uns bleibt nur unser Tastsinn“, in: Die Welt, 4. Februar 2017.